# Iván Turguénev
Iván Serguéievich Turguénev, también escrito Turguéniev (ruso: Иван Сергеевич Тургенев) (Oriol, Imperio ruso; 28 de octubrejul./ 9 de noviembre de 1818greg. - Bougival, Francia; 22 de agostojul./ 3 de septiembre de 1883greg.) fue un escritor, novelista y dramaturgo, considerado el más europeísta de los narradores rusos del siglo XIX. Fue miembro correspondiente de la Academia Imperial de Ciencias en la categoría de lengua y literatura rusas (1860), doctor honorífico de la Universidad de Oxford (1879) y miembro honorífico de la Universidad Imperial de Moscú (1880).
El estilo artístico que creó influyó no solo en la poética  de la novela rusa, sino también de la de Europa occidental de la segunda mitad del siglo XIX. Iván Turguénev fue el primero en la literatura rusa en estudiar la personalidad del «hombre nuevo»: los años sesenta, sus cualidades morales y sus características psicológicas, gracias a él el término «nihilista» fue ampliamente utilizado en ruso. Abogado de la literatura y la dramaturgia rusas en Occidente.
El estudio de los trabajos de Turguénev es una parte obligatoria del currículo escolar integral de Rusia. Entre sus obras más famosas está la serie de cuentos Memorias de un cazador, Padres e hijos, Nido de nobles, Mumú o Primer amor.

## Biografía
Turguénev nació en el seno de una rica familia terrateniente en la ciudad rusa de Oriol. Su padre, Serguéi Nikoláievich Turguénev, coronel de la caballería imperial, murió cuando Iván tenía dieciséis años, dejándolo junto con su hermano Nikolái al cuidado de su abusiva madre, Varvara Petrovna Lutovínova: 

"Un niño taciturno debió de ser Turguénev, un niño perplejo por la contradicción entre el papel de la madre en el hogar y el arquetipo materno propio de la sociedad en que vivían. Su autoritarismo y comportamiento casi varonil de dueña absoluta chocaría con la pasiva indiferencia del padre".
Juan Eduardo Zúñiga

Esa infancia tan marcada por la presencia dictatorial de la madre y la ausencia física y afectiva del padre —que poco antes de morir había tenido una amante— explicaría, según Juan Eduardo Zúñiga, los problemas que Turguénev tuvo en su vida adulta para tener una relación estable con una mujer, y el pesimismo que impregna la mayor parte de sus obras. A esta tesis se abona también el escritor español Javier Marías, que en sus Vidas escritas, comienza así el capítulo dedicado al escritor ruso:

El pesimismo de las novelas y cuentos de Iván Turguéniev, que algunos de sus colegas llegaron a reprocharle, debió de ser el tributo mínimo y menos dañino de cuantos pudo pagar a un entorno familiar ominoso, por no decir resueltamente malvado. Su acaudalada y célebre madre ... era de una crueldad, mezquindad y barbarie sólo superadas por las de su propia madre, la abuela de Iván..."

Después de completar la escuela elemental, Turguénev estudió durante un año en la Universidad de Moscú y luego en la Universidad de San Petersburgo, especializándose en los clásicos, literatura rusa y filología. 
En 1838, lo enviaron a la Universidad de Berlín a estudiar filosofía, particularmente Hegel, e historia. Turguénev se impresionó con la sociedad centro-europea de Alemania y volvió occidentalizado, pensando que Rusia podía progresar imitando a Europa, en oposición a la tendencia eslavófila de la época en su país. Igual que muchos de sus contemporáneos con buen nivel de educación, se opuso especialmente al sistema de servidumbre. 
Siendo Turguénev niño, un siervo le leyó los versos de Rossiáda de Mijaíl Jeráskov, celebrado poeta del siglo XVIII. Los primeros intentos literarios de Turguénev, incluyendo poemas y esbozos, mostraron su genio y recibieron comentarios favorables de Belinski, por entonces el principal crítico literario ruso.
En el final de su vida, Turguénev residió poco en Rusia, prefiriendo Baden-Baden o París, decisión esta condicionada por haber conocido, en el teatro Mariinski de San Petersburgo, a la cantante española Paulina García de Viardot o Pauline García-Viardot, por quien abandonaría Rusia para establecerse en Francia y por cuyo amor estuvo preso hasta el fin de sus días.
Turguénev nunca contrajo matrimonio, si bien tuvo una hija con una de las siervas de su familia. Alto y robusto, su carácter se destacó por su timidez, introspección y hablar suave. Su amigo literario más cercano fue Gustave Flaubert. Sus relaciones con Lev Tolstói y Fiódor Dostoyevski fueron a menudo tensas, considerando la tendencia proeslavista de ambos. 
Su complicada amistad con Tolstói alcanzó tal animosidad que en 1861 este lo retó a duelo. Si bien luego se disculpó, estuvieron sin hablarse diecisiete años. Dostoyevski a su vez parodió a Turguénev en su novela Los demonios (1872), a través del personaje del novelista Karmazínov. En 1880, el famoso discurso de Dostoyevski en la inauguración del monumento a Pushkin versó sobre su reconciliación con Turguénev. 
Ocasionalmente visitó Inglaterra, y en 1879 la Universidad de Oxford le otorgó un título honorífico. Murió en Bougival, cerca de París, debido a un cáncer de médula. En su lecho de muerte exclamó, refiriéndose a Tolstói: «Amigo, vuelve a la literatura». Con tal inspiración, Tolstói escribió obras como La muerte de Iván Ilich y La sonata a Kreutzer. Por expreso deseo de Turguénev su cuerpo fue trasladado a San Petersburgo y enterrado en el cementerio Vólkovo. 
En 1883, se pesó el cerebro de Turguénev, verificándose su inusual peso de 2.021 gramos.

## Carrera
El primer éxito literario de Turguénev fue Diario de un cazador (Записки охотника), conocido también como Memorias de un cazador o Relatos de un cazador. Basada en las propias observaciones del autor mientras cazaba pájaros o liebres en la región natal de su madre, Spásskoye, la obra apareció en forma de colección de cuentos en 1852. De su fama habla el hecho de que se dijera que el futuro zar Alejandro II se viera muy influido por el libro en su decisión sobre la emancipación de los siervos y que su influencia haya sido señalada como equivalente a la de La cabaña del tío Tom en los Estados Unidos. En ese mismo año, entre el Diario... y su primera novela importante, Turguénev escribió un notable obituario para su ídolo Gógol en la Gazeta de San Petersburgo;

...¡Gógol ha muerto!...¿qué corazón ruso no se conmociona por estas tres palabras?... Se ha ido, el hombre que ahora tiene el derecho, el amargo derecho que nos da la muerte, de ser llamado grande....
Iván Turguénev (1852)

El censor de San Petersburgo no aprobó esta idolatría, pero Turguénev lo convenció para publicarla. Tal oscura estrategia le valió al joven escritor un mes de prisión, y el exilio a su región de origen por cerca de dos años. 
En la década de 1840 y principios de 1850, durante el reinado del zar Nicolás I, el clima político de Rusia era agobiante para muchos escritores. Esta circunstancia se hizo evidente con la desaparición y subsecuente muerte de Gógol, la opresión notoria, persecución y arresto de artistas, científicos y escritores, incluido Dostoyevski. En esta época, miles de intelectuales rusos emigraron a Europa, entre ellos Aleksandr Herzen y el mismo Turguénev. 
De este período son varias póvesti (novelas cortas) como Diario de un hombre superfluo, Viaje del quinto caballo, Fausto o La tregua. En todas ellas Turguénev expresa las ansiedades y esperanzas de su generación. En 1858, escribió su novela Nido de hidalgos (o Nido de nobles, Дворянское гнездо, publicada en 1859), historia de la nostalgia por lo perdido, que contiene a uno de sus personajes femeninos más memorables, Lisa. 
En 1855, Alejandro II se convirtió en zar, y el clima político se tornó más relajado. En 1859, Turguénev escribió su novela En vísperas (Накануне), retrato del revolucionario búlgaro Dmitri Insárov. 
En 1862, se publicó Padres e hijos (Отцы и дети), su trabajo más reconocido. El personaje principal, Bazárov, se convirtió en arquetipo de los personajes de ficción de la novela rusa de la época.
La crítica de aquel momento no tomó la novela en serio, y —desilusionado— Turguénev comenzó a producir menos. Su siguiente obra, Humo (Дым), se publicó en 1867 y —de nuevo— la recepción en su propio país fue poco entusiasta. Durante esta época escribió también otras novelas cortas como «Aguas primaverales», «Primer amor» y «Ásya/Ánushka», que posteriormente se reúnen en tres volúmenes. La primera de ellas está encabezada por un viejo proverbio ruso que habla de la fugacidad de la vida, otro de los temas constantes del autor:

Días que fueron felices,

pasados años amables,

¡qué deprisa habéis corrido,

cual aguas primaverales!"

Sus últimas obras fueron Poesía y prosa y Clara Mílich, publicados en el Mensajero de Europa (Вестник Европы, Véstnik Evropy).
Turguénev es considerado uno de los grandes novelistas de la era victoriana, junto con Thackeray, Hawthorne, y Henry James, aunque su estilo fue muy diferente de estos escritores estadounidenses y británicos. También ha sido comparado con sus compatriotas Lev Tolstói y Dostoyevski, quienes escribieron sobre circunstancias y temas similares.
Escribió novelas como Humo y Suelo virgen, y la colección de cuentos Memorias de un cazador, que refleja con realismo la vida del campo y de los siervos. En sus novelas de ambientación rural, los temas dominantes son la frustración vital, los amores fallidos, la crítica a la vida rusa o las nuevas ideologías. Destacan los títulos Rudin, Nido de nobles y Padres e hijos. Esta última es posiblemente su mejor novela, y en ella plantea la diferencia entre dos generaciones a causa del pensamiento nihilista, muy en boga en la época en que fue escrita. Aunque su reputación ha sufrido algunos retrocesos durante el último siglo, la novela Padres e hijos es reconocida como uno de los trabajos de ficción más importantes del siglo XIX.

## Obras

### Novelas
- 1856 - Rudin
- 1859 - Nido de nobles
- 1860 - En vísperas
- 1862 - Padres e hijos
- 1867 - Humo
- 1877 - Suelo virgen

### Novelas breves y relatos (selección)
- 1850 - Diario de un hombre superfluo
- 1852 - Tres encuentros
- 1854 - Dos amigos
- 1854 - Remanso de paz
- 1854 - Mumú
- 1855 - Yákov Pásinkov
- 1856 - Fausto
- 1858 - Asia
- 1860 - Primer amor
- 1868 - Historia del teniente Yergunov
- 1869 - Una desdichada
- 1870 - El rey Lear de la estepa
- 1872 - Aguas de primavera
- 1874 - Punin y Baburin
- 1881 - Cantar del amor triunfante

### Colección de relatos
- 1852 - Memorias de un cazador

### Cuento infantil
- 1882 - La pequeña codorniz

### Memorias
- 1869-1883 - Páginas autobiográficas

### Ensayo
- 1860 - Hamlet y Don Quijote

### Poesía
- 1882 - Poemas en prosa

### Dramas[5]
- 1848 - Где тонко, там и рвётся
- 1848 - Нахлебник
- 1849 - Завтрак у предводителя
- 1849 - Холостяк
- 1850 - Месяц в деревне
- 1851 - Провинциалка

## Adaptaciones cinematográficas
- Películas basadas en sus obras
- Una película sobre su vida

## Traducciones al español
Al igual que sucediera con tantos otros libros escritos en ruso (como Vida y destino, de Vasily Grossman) y en otros idiomas no pertenecientes al entorno idiomático del español, no han sido raras las traducciones indirectas al español de las obras de Turguénev, casi siempre a través de versiones francesas. Sólo en las últimas décadas se han realizado versiones directas de los originales rusos.
- Aguas de primavera. Traducción: Joaquín Fernández-Valdés Roig-Gironella. Alba. 2023. ISBN 978-84-1178-015-5.
- Dos amigos. Traducción: Marta Sánchez-Nieves. Pequeños Placeres Ediciones Invisibles. 2019.
- En vísperas. Traducción: Joaquín Fernández-Valdés Roig-Gironella. Alba. 2016. ISBN 97884-90651971.
- Padres e hijos. Traducción: Joaquín Fernández-Valdés Roig-Gironella. Alba. 2015. ISBN 97884-90651063.
- Nido de nobles. Traducción: Joaquín Fernández-Valdés Roig-Gironella. Alba. 2014. ISBN 97884-90650035.
- Primer amor. ViveLibro. 2012. ISBN 978-84-15-51937-9.
- Del álbum de un cazador. Traducción: James y Marian Womack. El Aleph. 2011. ISBN 978-84-7669-976-8.
- Padres e hijos. Traducción: Rafael Cañete Fuillerat. Akal. 2011. ISBN 978-84-460-2485-9.
- Relatos fantásticos. Adriana Hidalgo Editora. 2010. ISBN 978-84-92857-12-8.
- La muerte. Los cantores rusos (audiolibro). Bilbao: Near. 2010.
- Novelas cortas. Alba. 2009.
- La desdichada. Buenos Aires: La Compañía. 2009.
- Hamlet y don Quijote. Madrid: Sequitur. 2008. ISBN 978-84-95363-42-8.
- La reliquia viviente. Traducción Fernando Otero. Prólogo José Manuel Prieto. Cuarta edición. Vilaür: Atalanta. 2007-2023. ISBN 978-84-935313-4-8.
- Memorias de un cazador. Cátedra. 2007.
- Diario de un hombre superfluo. KRK. 2005.
- En vísperas. Alianza. 2005.
- Humo. Nuevas Ed. Bolsillo. 2004.
- Nido de hidalgos. Visión. 2002.
- Aguas primaverales. Visión. 2002.
- Páginas autobiográficas. Alba. 2000.
- Rudin. Traducción: Jesús García Gabaldón. Barcelona: Alba. 1997.
- Correspondencia con Flaubert. Mondadori. 1992.
- Suelo virgen. Edición y traducción: Manuel de Seabra. Madrid: Cátedra. 1992.

Sobre Turguénev
- Marías, Javier (2012). Vidas escritas. Alfaguara. ISBN 978-84-204-0344-1.
- Zúñiga, Juan Eduardo (2010). Desde los bosques nevados: memoria de escritores rusos. Galaxia Gütenberg. ISBN 978-84-8109-870-9.
- Mori, Moisés (1997). Estampas rusas. KRK.
- Zúñiga, Juan Eduardo (1996). Las inciertas pasiones de Iván Turguéniev. Alfaguara. ISBN 978-84-204-8185-2.
- Waddington, Patrick (1980). Turgénev e Inglaterra. Macmillan. ISBN 0-333-22072-2.
- Maurois, André, seud. (1947). Turgénev. Buenos Aires: Espasa Calpe Argentina.